# Lokis. Rękopis profesora Wittembacha (film)
Lokis. Rękopis profesora Wittembacha – polski film kostiumowy z elementami horroru z 1970 roku w reżyserii i według scenariusza Janusza Majewskiego.

## O filmie
Pierwowzór literacki stanowi nowela pisarza francuskiego Prospera Mériméego pod tym samym tytułem. W filmie wykorzystano rysunki Franciszka Starowieyskiego, które ilustrują opowieść doktora Froebera o ataku niedźwiedzia na hrabinę Szemiotową.
Zdjęcia do filmu zrealizowano: na zamku w Łańcucie, we dworze w Oborach, w pałacu w Kozłówce, w parku w Wilanowie, w Puszczy Białowieskiej, we wsi Markowa (województwo podkarpackie) oraz na stacji kolejowej Gąsocin.

## Fabuła
Ceniony niemiecki profesor językoznawstwa i etnologii z Królewca, pastor ewangelicki Wittembach udaje się w kilkumiesięczną podróż na Litwę i Żmudź. Wyprawa ma na celu badania naukowe nad tamtejszą kulturą piśmienniczą, a w szczególności odnalezienie cennego żmudzkiego starodruku – „Katechizmu” Ławickiego.
W pociągu profesor spotyka trzy damy wracające do Wilna z podróży do Londynu. Są to młoda i piękna Julia Dowgiałło, jej angielska guwernantka oraz ciotka Julii, księżna Katarzyna Pacowa. Księżna zaprasza Wittembacha do złożenia wizyty w ich posiadłości.
Pastor udaje się tymczasem do pałacu hrabiego Michała Szemiota. Ten podejmuje gościa w sposób serdeczny, udostępniając mu bibliotekę pełną wartościowych ksiąg. Uwadze Wittembacha nie uchodzą ekscentryczne zachowania hrabiego oraz ukrywany przed obcymi obłęd jego matki, przetrzymywanie jej w odosobnieniu i niekonwencjonalne metody doktora, służące rzekomo uzdrowieniu kobiety.
Doktor Froeber wtajemnicza Wittembacha w szczegóły niezwykle zagadkowej historii sprzed lat. Podczas polowania miało dojść do zaatakowania hrabiny Szemiotowej przez ogromnego niedźwiedzia, w wyniku czego kobieta ledwo uszła z życiem, postradała jednak rozum. Niedługo potem urodziła syna, którego nienawidziła od chwili narodzin. Froeber sugeruje pastorowi, że dziecko zostało poczęte przez niedźwiedzia, nazywanego wśród ludu lokisem. Zagadkowa dwoistość natury gospodarza nie daje Wittembachowi spokoju, choć mroczna atmosfera pałacu coraz bardziej mu ciąży.
Hrabia jest zakochany w Julii Dowgiałło i stara się o jej rękę. Wreszcie dochodzi do ślubu, którego udziela pastor. Noc poślubna kończy się tragicznie: goście weselni znajdują Julię leżącą w kałuży krwi. Ślady na śniegu wskazują na atak niedźwiedzia. Hrabia Szemiot znika bez wieści.
Do końca nie wiadomo, czy to hrabia-niedźwiedź dokonał zbrodni, czy też wszystko jest efektem przewrotnej gry doktora Froebera.

## Obsada
- Edmund Fetting – pastor profesor Wittembach
- Józef Duriasz – hrabia Michał Szemiot
- Małgorzata Braunek – Julia Dowgiałło
- Gustaw Lutkiewicz – doktor Froeber
- Zofia Mrozowska – hrabina Szemiotowa, matka Michała
- Wiesława Mazurkiewicz – matka Julii Dowgiałło
- Irena Horecka – księżna Katarzyna Pacowa
- Hanna Stankówna – guwernantka Pamela Leemon
- Stanisław Milski – wiedźma
- Władysław Dewoyno – konduktor w pociągu
- Józef Pieracki – lokaj
- Paweł Unrug – lokaj
- Ryszard Pietruski – woźnica
- Jadwiga Kuryluk

## Nagrody
- 1971 – Grand Prix Międzynarodowego Festiwalu Filmów Fantastycznych i Grozy w Sitges (Katalonia) dla Janusza Majewskiego
- 1971 – nagroda za scenografię na festiwalu Lubuskie Lato Filmowe w Łagowie dla Tadeusza Wybulta
- 1971 – nagroda za zdjęcia na festiwalu Lubuskie Lato Filmowe w Łagowie dla Stefana Matyjaszkiewicza